# Louis-Prudent Vallée
Louis-Prudent Vallée (6. listopadu 1837 v Quebecu, 22. prosince 1905, tamtéž) byl fotograf aktivní v Quebecu. Jeho aktivní období fotografické produkce probíhalo hlavně od roku 1867 do roku 1901.

## Životopis
Byl synem Prudenta Vallée, mistra tesaře, a Henrietty Cazeau. Jeho otec byl obecním radním od roku 1853 do roku 1858.
Po dokončení studia fotografie Louis-Prudent Vallée otevřel svůj první fotografický ateliér v roce 1867 na rue Saint-Jean 10 v Quebec City, kde byl první rok spojován s François-Xavierem Labellem.
Dne 16. listopadu 1870 se v Quebecu oženil s Elizabeth McAvoyovou. Pár měl spolu šest dětí. Vallée byl členem Kanadského institutu v Québecu, ve kterém se stal pokladníkem v roce 1873 a viceprezidentem v roce 1878.
Umělcova bohatá fotografická produkce zahrnuje portréty i krajiny, zejména z Quebecu , La Malbaie, Saguenay, Tadoussac, Cacouna a vesnic ve východním Quebecu. Kolem 80. let 19. století získal fotografickou sbírku George Williama Ellisona (Ellison & Co.), kterou prodával, stejně jako svá vlastní díla. V roce 1901 prodal svůj majetek.
Několik fotografií autora je uloženo ve sbírkách Bibliothèque et Archives nationales du Québec a Musée national des beaux-arts du Québec.

## Galerie

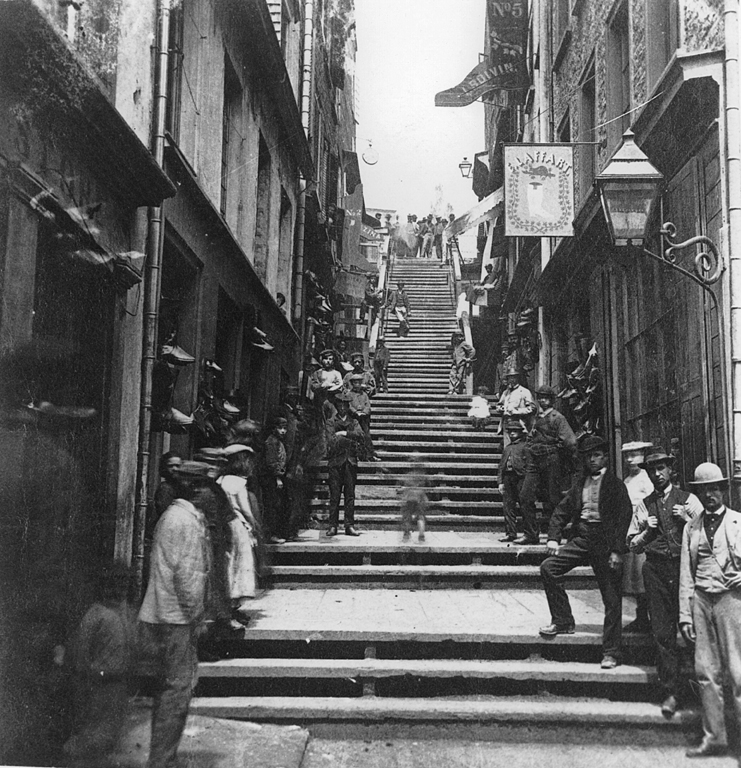
Schodiště Breakneck Steps, Québec, Kanada, asi 1870
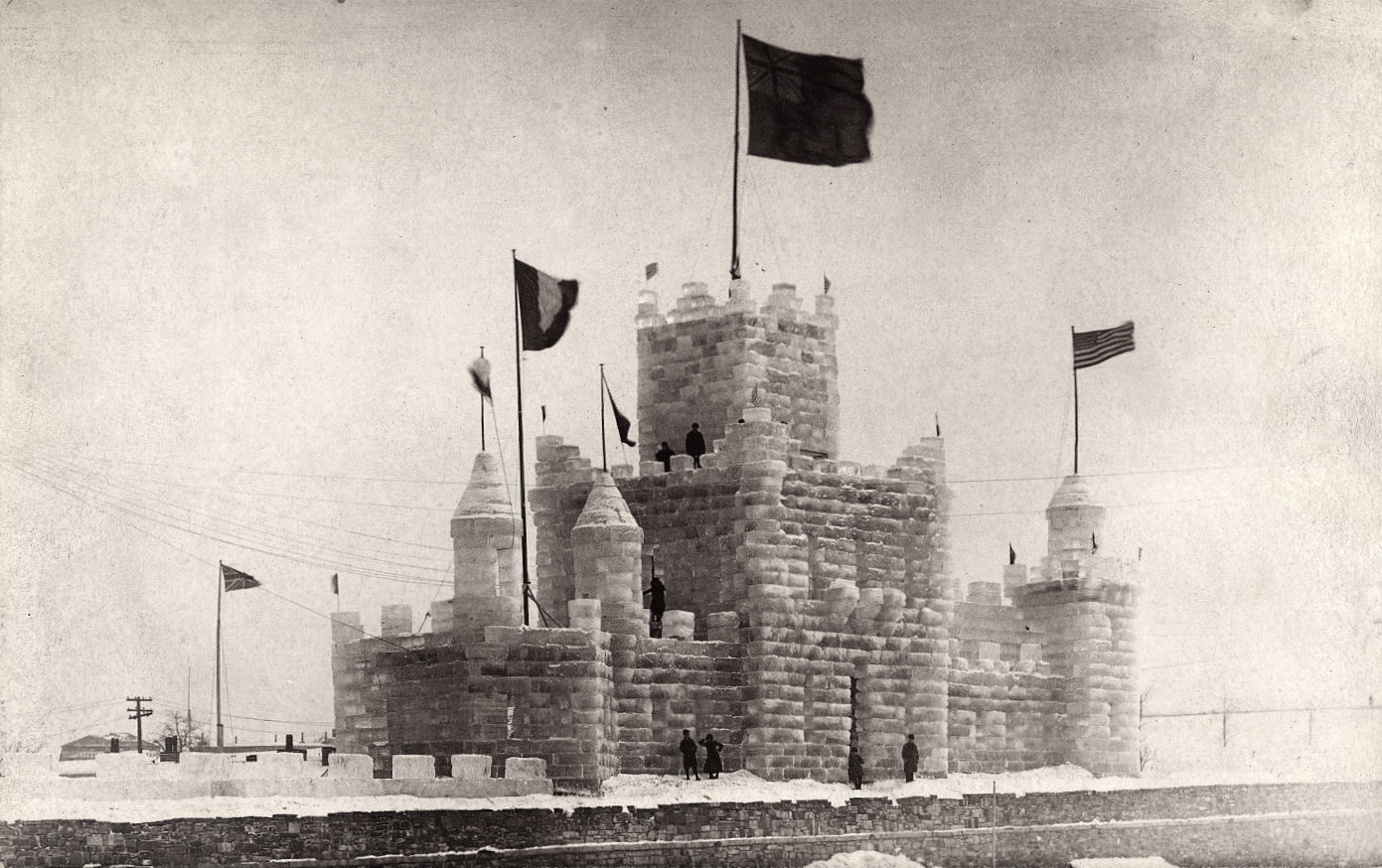
Carnaval Québec, 1894
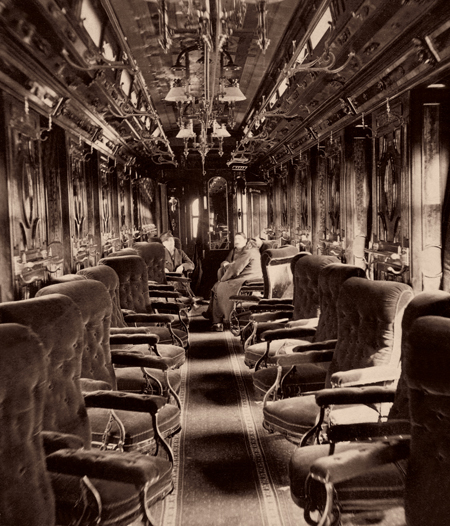
Interieur d un wagon de premiere classe sur la ligne du Grand Tronc, Louis-Prudent Vallee, Quebec, 1880
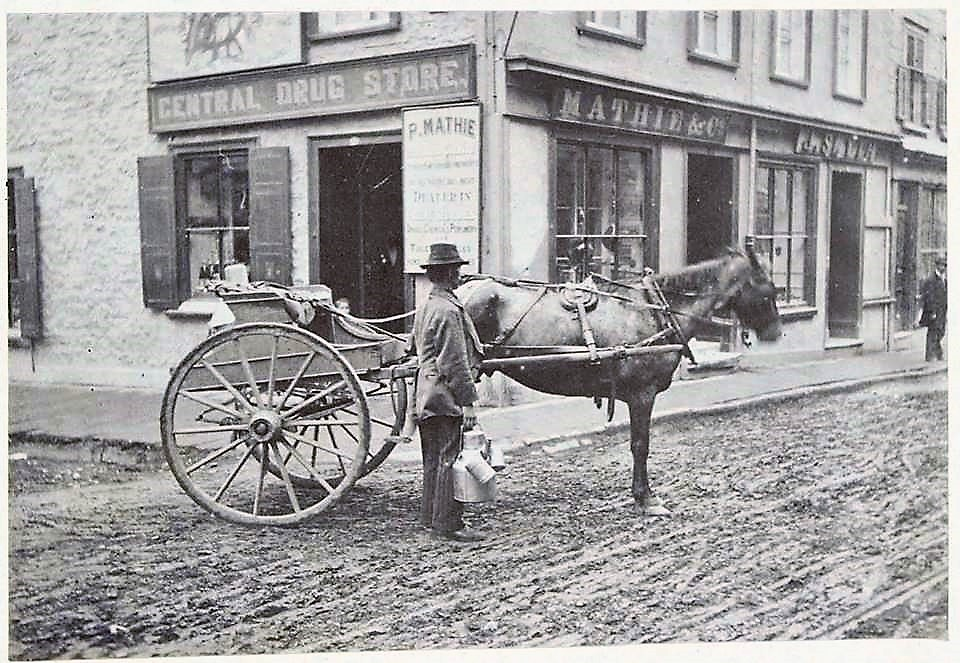
Pharmacie P. Mathie vers 1880
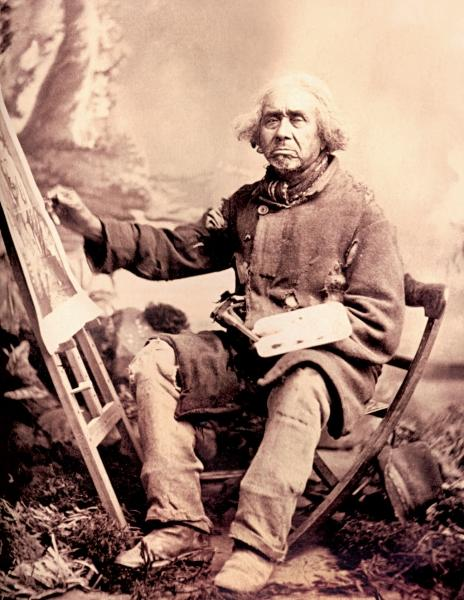
Zacharie Vincent, vers 1875